# Софія Джекс-Блейк
Софія Джекс-Блейк (21 січня 1840 року в Гастінгсі, Східний Сассекс — 7 січня 1912 року в Ротерфілді) — перша шотландська лікарка, суфражистка, активістка, що відкривала для британських жінок шлях до медичної освіти, професійної кар'єри та фінансової незалежності, заснувала перші медичні школи для жінок у Лондоні (1874) та Едінбурзі (1886) та лікарні для жінок і дітей в цих обох містах.

## Життєпис

### Дитинство і коледж
Вона народилася в 1840 році в Гастінгсі, була дочкою Мері Кубітт і Томаса Джекс-Блака, адвоката (незабаром звільненого). Вона була розумною і зухвалою дитиною . Коли їй було 11 років, сім'я переїхала до Брайтона. Софія навчалася в кількох приватних школах-пансіонах. Вона хотіла вчитися, але її батьки — євангелісти — англіканці з традиційними поглядами на освіту дівчат — спочатку відмовилися від своєї згоди на навчання дочки. У 1858 році Софія отримала згоду батька і почала відвідувати Королівський коледж, Лондон на вулиці Харлі в Лондоні . Вчитель Фредерік Денісон Морайс мав значний вплив на неї , оскільки був одним із засновників християнського соціалістичного руху, а її подругами були Доротея Біл  і Френсіс Мері Бас . Вона досягла таких хороших результатів у математичній науці, що їй запропонували зайняти посаду вчителя. Батьки погодилися на цю запропоновану дочці роботу за умови, що вона не буде отримувати винагороду .

### Контакти із засновникамиКенсінгтонського товариства
На початку її викладацької роботи Софія жила з Октавією Хілл  та її родиною; подружилася з групою феміністок, які в 1865 році організували проведення конференції Кенсінгтонське товариство , і в 1866 р. звернулися до парламенту з проханням надати жінкам право голосу. Також Софія познайомилася з Елізабет Гарретт — майбутнім першим англійським лікарем, яка в 1862 році допомогла підготувати заявку на вступ до медичного факультету в Единбурзькому університеті і від якої Софія дізналася більше про бар'єри для жінок, які мали намір отримати вищу освіту .

### Перебування в Німеччині та США
У 1862 році Софія Джекс-Блейк, за підтримки своєї матері та згоди батька, почала спостерігати за станом освіти жінок у Європі та США. Спочатку працювала викладачем англійської мови в Мангаймі — у приватному будинку, а потім (на півроку) в Великій герцогській установі. Вона мала можливість відвідати Європу. Її спостереження щодо організації освіти в Німеччині та враження від подорожей Софія регулярно описувала у своїх листах до матері та друзів .
Переламним моментом у її житті стало перебування в Сполучених Штатах (1865), де вона відвідувала численні школи, серед яких — жіноча та спільна освітні установи в Оберліні (штат Огайо), Хіллсдейл (Мічиган), Сент-Луїс, Єллоу Спрінгс (штат Огайо) (Коледж Антіох). Софія зібрала багато інформації про історію відвідуваних шкіл та коледжів, організацію їхньої роботи та навчальні програми. У Сполучених Штатах вона познайомилася з двома провідними жіночими лікарями: Люсі Сеуолл і Елізабет Блеквелл (PhD в Бостоні М. А.), завдяки чому отримала можливість працювати в Новій англійській лікарні для жінок і дітей — лікарні, заснованій в 1862 році за ініціативою Марії Закржевської, де працювали виключно жінки, а також там функціонувала школа для медсестер . Все це спонукало Софію ухвалити рішення — й вона обрала фах лікаря .

### Період після повернення з США

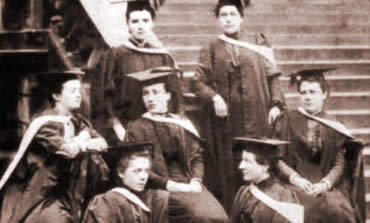
Перші шотландські випускниці Единбурзького університету

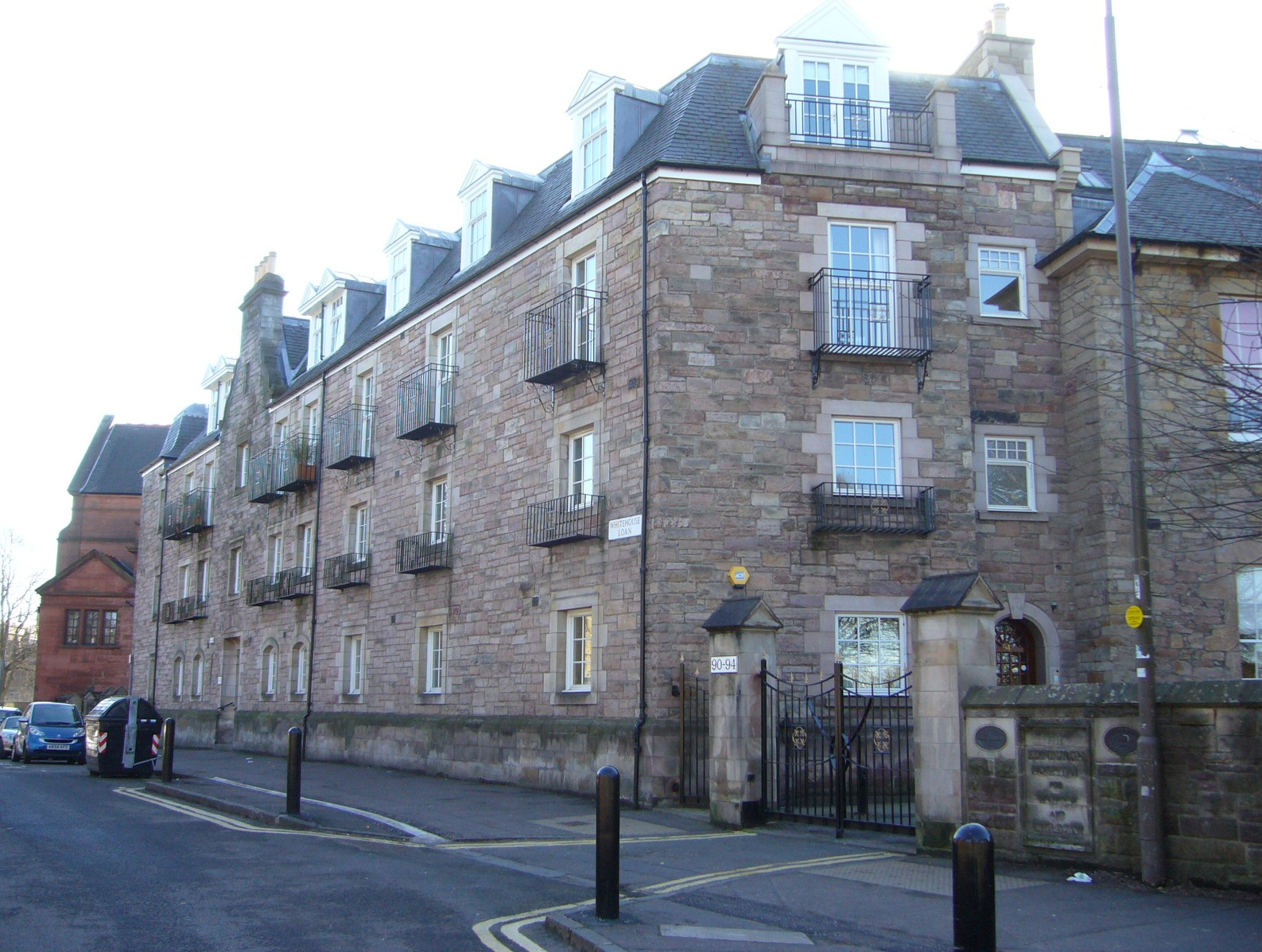
Колишня лікарня Брантсфілд, Едінбург

Повернувшись до Едінбурга в 1869 році, Софія Джекс-Блейк почала енергійно добиватися права — для себе і ще чотирьох жінок — вчитися в університетській медичній школі. У цій тривалій кампанії, в тому числі й у публічних висловлюваннях, виявився її «палкий темперамент», що не сприяло вдалому вирішенню справи. Включенню жінок до академічної спільноти протистояло університетське керівництво — також чоловічої статі , але все ж парламент ухвалив закон, який давав жінкам можливість вивчати медицину, включаючи створення у 1874 році Лондонської школи медицини для жінок. Його засновниці — Елізабет Гаррет Андерсон  і Софія Джекс-Блейк, отримали звання MD (Medical Doctor) за кордоном — спочатку в 1870 р. в Паризькому університеті і другий в 1877 р. в Берні (Швейцарія) . Керівництвом лікарні займалася Елізабет Ґарретт Андерсон — менш суперечлива людина, ніж співзасновниця .
С. Джекс-Блейк переїхала до Едінбурга, де у вересні 1878 р. відкрила Диспансер для жінок і дітей, який незабаром перетворився на Единбурзьку лікарню і диспансер для жінок і дітей (аптека, 6 ліжок для жінок, які потребують стаціонарного лікування) . У 1887 році вона також відкрила Едінбурзьку школу медицини для жінок, а потім школу у складі Шотландської асоціації медичної освіти для жінок. Софія була активним учасником Товариства жіночого виборчого права. У 1899 році вона пішла на пенсію і переїхала з Едінбурга на невелику ферму Windydene в селі Марк-Крос, приблизно за  5  миль від Royal Tunbridge Wells, де продовжувала свою кампанію з виборчих прав жінок. Померла С. Джекс-Блейк 7 січня 1912 р. .

## Публікації
Серед численних праць, написаних Софією Джекс-Блейк, варто відзначити такі (вибір від books.google) :
- 1867 — Візит до деяких американських шкіл і коледжів [17],
- 1871 — Лист «Шановний сер»: Едінбург,
- 1872 — Медицина як професія для жінок,
- 1872 — Офіційні документи, що стосуються справи Софії Луїзи Джекс-Блейк та ін.
- 1872 — Жінки в медицині. Два есе. I. Медицина як професія для жінок. II. Медична освіта жінок,
- 1872 — Closed Record in Causa Sophia Louisa Jex-Blake and Others Against the Senatus Academicus of the University of Edinburgh, and Chancellor Thereof,
- 1874 — Медична освіта жінок,
- 1875 — Практика медицини у жінок: есе,
- 1877 — Пуерпарна гарячка: розслідування її природи та трактування, з історичною ретроспективою теорій принципів. З примітками особистих спостережень,
- 1884 — Догляд за дітьми: Посібник для матерів і медсестер, передрук BiblioBazaar, 2010[23],
- 1886 — Жінки у медицині (V. 2); Дисертація та історія, передрук Nabu Press, 2012
- 1893 — Жінки-медики в художній літературі.

## Посмертне визнання
На додаток до збережених видань Софії Джекс-Блейк, Маргарет Джорджина Тодд (1859—1918) — друг, лікар і письменниця, в 1918 р. опублікувала велику книгу «Життя Софії Джекс-Блейк», тим самим сприяючи вшашуванню її особистості. Книга доступна в цифровій версії Цифровою бібліотекою Каліфорнії . Софія Джекс-Блейк — один з головних героїв книги « Штурм цитаделі». Підйом жінки-лікаря  (EHCh.M. Bell, E. Blackwell, 1953), її ім'я також згадується в біографічному словнику Notable women in life sciences (BF Shearer, BS Shearer, 1996) .
На стіні будинку, де вона народилася, та в соборі Св.   Джайлс у   Едінбурзі розміщені пам'ятні іменні таблички. Ім'я Софії Джекс-Блейк також знаходиться на одному з вітражів костелу Всіх святих у High Wycombe. У т. зв. вікні голубів, яке символічно вшановує Френсіс Дав (з англ. dove — голуб) — засновницю в 1896 р. школи при жіночому абатстві у High Wycombe, містяться зображення й інших жінок, які протидіяли чоловічому панування; поруч із зображеннями Святої Мавгожати Шкоцької, Мавгожати Бофорт та інших історичних діячів, серед інших прізвища: Октавія Хілл, Софія Джекс-Блейк, Елізабет Гаррет-Андерсон .
Ім'я Софії Джекс-Блейк було дано одному з кратерів на Венері. 